# 구산고등학교
구산고등학교(龜山高等學校)는 대한민국 경상남도 김해시 구산동에 있는 공립 고등학교이다.

## 학교 연혁
- 2012년 1월 18일 : 구산고등학교 30학급 설립인가
- 2013년 2월 13일 : 구산고등학교 교사 착공
- 2015년 1월 23일 : 구산고등학교 신입생 362명 배정
- 2015년 2월 25일 : 구산고등학교 준공(대지면적 20,793평방미터, 건축연면적 15,639평방미터, 지하3층 지상4층 3개동)
- 2015년 3월 1일 : 구산고등학교 개교
- 2015년 3월 1일 : 초대 조범행 교장 취임
- 2015년 3월 2일 : 제1회 입학식 (10학급 359명)
- 2018년 2월 2일 : 제1회 졸업식(358명 남 177명, 여 171명)
- 2023년 2월 9일 : 제6회 졸업식(215명 남 111명, 여 104명)
- 2023년 3월 2일 : 제9회 입학식(9학급 255명 입학)
- 2023년 9월 1일 : 제4대 권순길 교장 취임

## 참고 자료
- 구산고등학교 - 한국교육학술정보원 학교알리미